# Invitation
Invitation – pierwszy album fińskiego zespołu powermetalowego Altaria, wydany w kwietniu 2003 roku przez wytwórnię Metal Heaven.

## Twórcy
- Jouni Nikula – śpiew
- Emppu Vuorinen – gitary
- Jani Liimatainen – gitary, instrumenty klawiszowe
- Marko Pukkila – gitara basowa
- Tony Smedjebacka – perkusja

## Lista utworów
1. "Unicorn" – 3:32
2. "History of Times to Come" – 4:16
3. "Ravenwing" – 4:30
4. "Innocent" – 4:11
5. "Wrath of a Warchild" – 4:13
6. "Kingdom of the Night" – 2:55
7. "Fire & Ice" – 3:26
8. "House of My Soul" – 3:32
9. "Immortal Disorder" – 3:35
10. "Here I Am" – 3:53
11. "Emerald Eye" – 4:20